# Салахутдинова, Светлана Юрьевна
Салахутди́нова Светла́на Ю́рьевна — актриса Приморского краевого академического драматического театра имени М. Горького. Заслуженная артистка Российской Федерации (1998).

## Биография
Светлана Салахутдинова родилась 13 июля 1963 года, в городе Няндома Архангельской области.
В 1984 году окончила театральный факультет Дальневосточного педагогического института искусств по специальности «Актриса драматического театра и кино» (мастерская Е. Д. Табачникова). С 1984 года и по настоящее время — артистка Приморского краевого академического драматического театра имени М.Горького. Является одной из ведущих актрис театра.
С 2000 года в театре идет «Поминальная молитва», где Салахутдинова с момента премьеры играет одну из главных ролей — Голды.
Старший преподаватель кафедры актёрского мастерства Дальневосточной государственной академии искусств.

## Сыгранные роли в театре имени Горького
- «Преступление и наказание» Ф. М. Достоевского — Девка
- «Филумена Мартурано» Э. де Филиппо — Терезина
- «Необычайный секретарь» В. Арро — Девушка
- «Волшебник Изумрудного города» А. Волков — Бастинда
- «Утешитель вдов» Дж. Маррота и Б. Рандоне — Грациэлла
- «Бег» М. А. Булгакова — Серафима
- «Урфин Джюс и его деревянные солдаты» А. Волков — Кагги-Кар
- Двойра — «Биндюжник и король» (И. Бабель);
- Софи — «Коварство и любовь» (Ф. Шиллер);
- «Гуд бай и аминь» Ч. Диккенса — Нэнси
- «Наш Декамерон» (Э. Радзинского — Мать, подруга
- «Гамлет» Шекспира — Гертруда
- «Мастер и Маргарита» М. А. Булгакова — Гелла
- «Мой грех» Б. Слейд — Дорис
- «Лето и дым» Теннесси Уильямса — Альма
- «Жертва века» А. Н. Островского — Юлия Тугина
- Синкопистка — «В джазе только девушки» (Дж. Стайн и П. Стоун);
- Екатерина Ивановна — «Екатерина Ивановна» (Л. Андреев);
- Бетти Дорланж — «Школа неплательщиков» (Луи Вернейль[фр.] и Жорж Берр[фр.]);
- Наталья Петровна — «Прощайте навсегда» (И. Тургенев);
- Орловский — «Летучая мышь» (И. Штраус);
- Мэг — «Преступления сердца» (Б. Хенли);
- Люси — «Дракула» (Б. Стокер);
- Люська — «Рядовые» (А. Дударев);
- Матильда — «Моя профессия — синьор из общества» (Дж. Скарначчи, Р. Тарабузи);
- Ольга — «Три сестры. Годы спустя…» (Л. Зайкаускас);
- Мисс Петингтон — «Моя жена лгунья» (В. Ильин, В. Лукашов, Ю. Рыбчинский);
- Наталья Петровна — «Месяц в деревне» (И. Тургенев) ;
- Элеонора — «Мафиози» (М. Новак, В. Станилов, Ю. Юрченко).

## Роли текущего репертуара в театре имени Горького
- Голда — «Поминальная молитва»;
- Клементина — «Забыть Герострата»;
- Екатерина — «Шут Балакирев»;
- Донна Люция де Альвадорец — «Тетка Чарлея»;
- Памела — «№ 13 или безумная ночь»;
- Барбара Смит — «Слишком женатый таксист»;
- Тамара — «Пять вечеров»;
- Сарра — «Иванов»;
- Марина — «Борис Годунов»;
- «Трамвай «Желание»» Теннесси Уильямса — Бланш Дюбуа
- Судья — «С любимыми не расставайтесь»;
- Двойра — «Биндюжник и Король»;
- Харита Игнатьевна Огудалова — «Сумасшедшая любовь»;
- Анна — «Звезды на утреннем небе»;
- Селия Пичем — «Трехгрошовая опера».

## Награды и премии
В 1998 году указом президента Российской Федерации присвоено почётное звание «Заслуженная артистка Российской Федерации».
В 2014 году удостоена Почётной грамоты Президента Российской Федерации.